# 髕骨肌腱炎
髕骨肌腱炎，又称跳躍膝，是一种因過度使用造成伸直膝關節的肌腱受傷。症状包括膝關節前側疼痛。疼痛和压痛通常发生在髕骨的下端，但也可能發生在膝蓋上端。一般来说，休息时不会感到疼痛。可能的并发症包括髕骨肌腱斷裂 
危险因子包括参运动和體重過重。在篮球和排球等跳跃类运动的运动员中特別常见 。可能的機轉是连接膝盖骨和脛骨的肌腱出现细小撕裂傷。通常由症状和身體檢查诊断。其他类似病症包括髕骨下滑囊炎、髕骨軟化症和髕骨股骨疼痛症候群 。
治疗通常包括让膝盖休息和物理治療。然而，包括休息在内的治疗，支持的研究證據不佳 。可能需要一年才會恢复。此情況相對常见，运动员中约 14% 受影响。較常發生於男性。 於 1973 年首度提出“跳跃膝”一辭。